# Okręg wyborczy Oxley (1901–1934)
Okręg wyborczy Oxley (ang. Division of Oxley) – dawny jednomandatowy okręg wyborczy do Izby Reprezentantów Australii, istniejący w latach 1901-1934 i położony na obszarze Brisbane. Jego patronem był podróżnik i administrator kolonialny John Oxley. Od 1949 imię tego samego patrona nosi inny okręg, jednak ze względu na położenie w innej części Brisbane jest klasyfikowany jako odrębna jednostka. 

## Lista posłów
| okres urzędowania | poseł           | przynależność |
| ----------------- | --------------- | --- |
| 1901-1913         | Richard Edwards | Partia Protekcjonistyczna (1901-1906) Partia Antysocjalistyczna (1906-1909) Związkowa Partia Liberalna (1909-1913) |
| 1913-1917         | James Sharpe    | Australijska Partia Pracy                                                                                          |
| 1917-1931         | James Bayley    | Nacjonalistyczna Partia Australii                                                                                  |
| 1931-1934         | Francis Baker   | Australijska Partia Pracy                                                                                          |

źródło: 